# 大石里沙
大石 里沙（おおいし りさ、1982年4月24日 - ）は、大阪府出身の女優、タレント、元レースクイーン。
2007年4月22日に 大石 里紗から大石 里沙（よみ同じ）へ改名している。

## 来歴
2003年、メディアプロジェクト21（後のワンエイトプロモーション）に所属。同年、全日本GT選手権 (GT300) TEAMマッハ Marioレーシングギャルとしてレースクイーンデビュー。
2004年、東京オートサロン2004イメージガール A-classメンバーとなる。同年、全日本GT選手権 (GT300) TEAMマッハ ファブレス・レースクイーンを務める。
2006年5月、ワンエイトプロモーションを退所して有限会社ラミパスへ移籍。その後、ラミパスに籍を置いたままK-pointとの業務提携を開始するが、2011年6月末をもって解消した。
現在はタレント業を休止し、ヨガのインストラクターとして活動している。

## 人物
- 3人姉弟の長女。弟が2人いる[5]。
- 趣味：スポーツ観戦、サウナに入ること、長風呂
- 特技：柔軟体操、トランポリン
- 好きな色：赤、白、グリーン、ゴールド

## ブログ
- 自身のオフィシャルブログは更新を怠ることなく頻繁に更新を行っている。また大阪人らしく関西弁を駆使し、ノリツッコミやボケを絡めて文を作っている。
- ノリも良く「夢で片乳出していた」「ミニスカで自転車に乗ってしまい通行人にパンチラをサービスした」など、下ネタ話も多い。
- 元ワンギャルでタレントの相沢まきとは友人であり、時々自身のブログに登場したりしている。大石の方が2歳年下だが、相沢がドMでネガティブな性格な為か、「相沢さんは年上だけど、しっかりしてない」と断言している。
- アメブロ移行後はタイトルが『コレ言うとかんと。』だったが、K-point退所後は『natural flow』に変更された。

## 出演

### テレビ番組
- 中川家ん!（ - 2004年、毎日放送） - レギュラー
- After Racing Cafe（2005年4月 - 12月、グリーンチャンネル）
- もっとぶらり!風気分（2005年 - 2006年、テレビ神奈川） - アシスタント
- ワールドカップ デイリーニュース（2006年、スカイパーフェクTV!） - アシスタント
- オビラジR（2008年4月 - 2009年3月、TBS） - 月曜日コーナーアシスタント

### テレビドラマ
- 偽りの花園 第3部（2006年、東海テレビ） - ミドリ 役
- 連続テレビ小説 芋たこなんきん（2007年、NHK総合テレビ） - 藪下めぐみ 役
- 金曜ドラマ 流星の絆 第1話（2008年、TBS）
- 木曜ナイトドラマ リセット 第2話（2009年、読売テレビ）

### ラジオ番組
- 佐々木主浩のエキサイトマンデー!（2006年、TBSラジオ） - 「大石里沙のプロ野球の秘密」のコーナー担当
- サッカー徹底講座 本田泰人のラジカントロプス2.0（2007年、ラジオ日本）
- RADIO BREAKERS（2009年 - 、エフエム大阪）
- Beat Discovery.ash-DUB（2009年 - 、エフエム大阪）
- Beat Discovery.ash-MIX（2009年 - 、エフエム大阪）

### Web番組
- とりあえず生中（仮）（2009年5月25日 - 2009年10月2日、ニコニコ動画） - お天気コーナーレギュラー
- ニコFITヨガ（2009年11月9日 - 、ニコニコ動画） - 生徒 役、MC
- TOM TIME（2009年11月18日 - 、ニコニコ動画） - メインMC

### CM
- DELL Dimension 3100C カイカエルフェア 編（2006年、デル）
- クルマも試着してほしい カローラ店 編（2007年、トヨタ自動車） - お客 役
- Tropical SoftBank 823P 編（2008年、ソフトバンクモバイル）

### 舞台
- プレイス（2006年6月、Air Studio）
- Air Studio プロデュース『SAKURA』（2007年3月）
- 櫻の園（2007年6月、青山円形劇場） - 中野綾子 役
- アンラッキー・デイズ（2007年9月、青山円形劇場） - オオイシリサ 役
- METROPOLIS PROJECT（2007年9月、江古田ストアハウス）
- ジンギスカン 〜わが剣、熱砂を染めよ〜（2008年1月、ル テアトル銀座 by PARCO）
- 猫☆魂vol.13アロマ（2008年10月、下北沢駅前劇場）
- LIVEDOG Produce Vol.2DOG’S（2009年2月、笹塚ファクトリー）
- 彼方の水源（2009年4月、サンモールスタジオ）
- ブレイクスルー JAPAN 2010 舞台「秘蜜。」（2010年8月13日 - 15日、SPACE107）

### 映画
- くれないの盃 前編（2008年）[6]
- 星砂の島のちいさな天使 〜マーメイドスマイル〜（2010年） - 綾香 役

### オリジナルビデオ
- 妖怪大世紀（2008年、エースデュース）

### DVD
- ファーストイメージDVD affinity（2004年11月24日、JVD、品番：JVDD-1169）